# Тебриз (аэропорт)
Международный аэропорт Тебриз ( перс. فرودگاه بین المللی تبریز‎   , Forudgāh-e Tabriz ) (ИАТА: TBZ, ИКАО: OITT) — аэропорт, обслуживающий Тебриз, Иран. Это главный аэропорт Тебриза. Взлетно-посадочная полоса аэропорта также используется 2-й тактической авиабазой ВВС Исламской Республики Иран .

## Аварии и инциденты
- 6 июня 2018 года иранская хакерская группа Tapandegan ( Palpitaters на персидском языке ) взломала мониторы прибытия и отправления в международном аэропорту Тебриза, а вечером испортила вывески, демонстрируя сообщение протеста против «растраты ресурсов иранцев» и выражая поддержку для иранских дальнобойщиков, которые уже несколько недель бастуют по всему Ирану. [5] [6]

## Смотрите также
- Транспорт в Иране